# Yasushi Fukunaga
Yasushi Fukunaga (福永 泰?, Fukunaga Yasushi; Tokyo, 6 marzo 1973) è un ex calciatore giapponese, di ruolo centrocampista.